# Ehirava
Ehirava is een monotypisch geslacht van straalvinnige vissen uit de familie van haringen (Clupeidae).

## Soort
- Ehirava fluviatilis Deraniyagala, 1929